# Valtatie 26
La Valtatie 26 (in svedese Riksväg 26) è una strada statale finlandese. Ha inizio a Hamina e si dirige verso nord, dove si conclude dopo 50 km nei pressi di Taavetti, nel comune di Luumäki.

## Percorso
La Valtatie 26, tocca il comune di Kouvola, oltre le località di partenza e di arrivo.